# The Black Scorpion (film)
The Black Scorpion este un film SF american din 1957 regizat de Edward Ludwig. În rolurile principale joacă actorii Richard Denning, Mara Corday, Carlos Rivas.

## Prezentare
Ca urmare a unei erupții vulcanice, scorpionii giganți ies la suprafață și încep să omoare oameni. Armata SUA se luptă cu monștrii, dar se dovedește a fi neputincioasă împotriva hoardelor de creaturi uriașe. Scorpionii cuceresc tot mai mult teritoriu nou, semănând distrugere în calea lor.

## Actori
| Actor               | Rol              |
| Richard Denning     | Dr. Hank Scott   |
| Mara Corday         | Teresa Alvarez   |
| Carlos Rivas        | Dr. Arturo Ramos |
| Mario Navarro       | Juanito          |
| Carlos Múzquiz      | Dr. Velasco      |
| Pascual García Peña | Dr. Delacruz     |
| Pedro Galván        | Father Delgado   |
| Arturo Martínez     | Major Cosio      |
| Fanny Schiller      | Florentina       |

### Mystery Science Theater 3000
- "Mystery Science Theater 3000" The Black Scorpion (TV episode 1990) la Internet Movie Database
- Episode guide: 113- The Black Scorpion